# Bernhard Rentsch

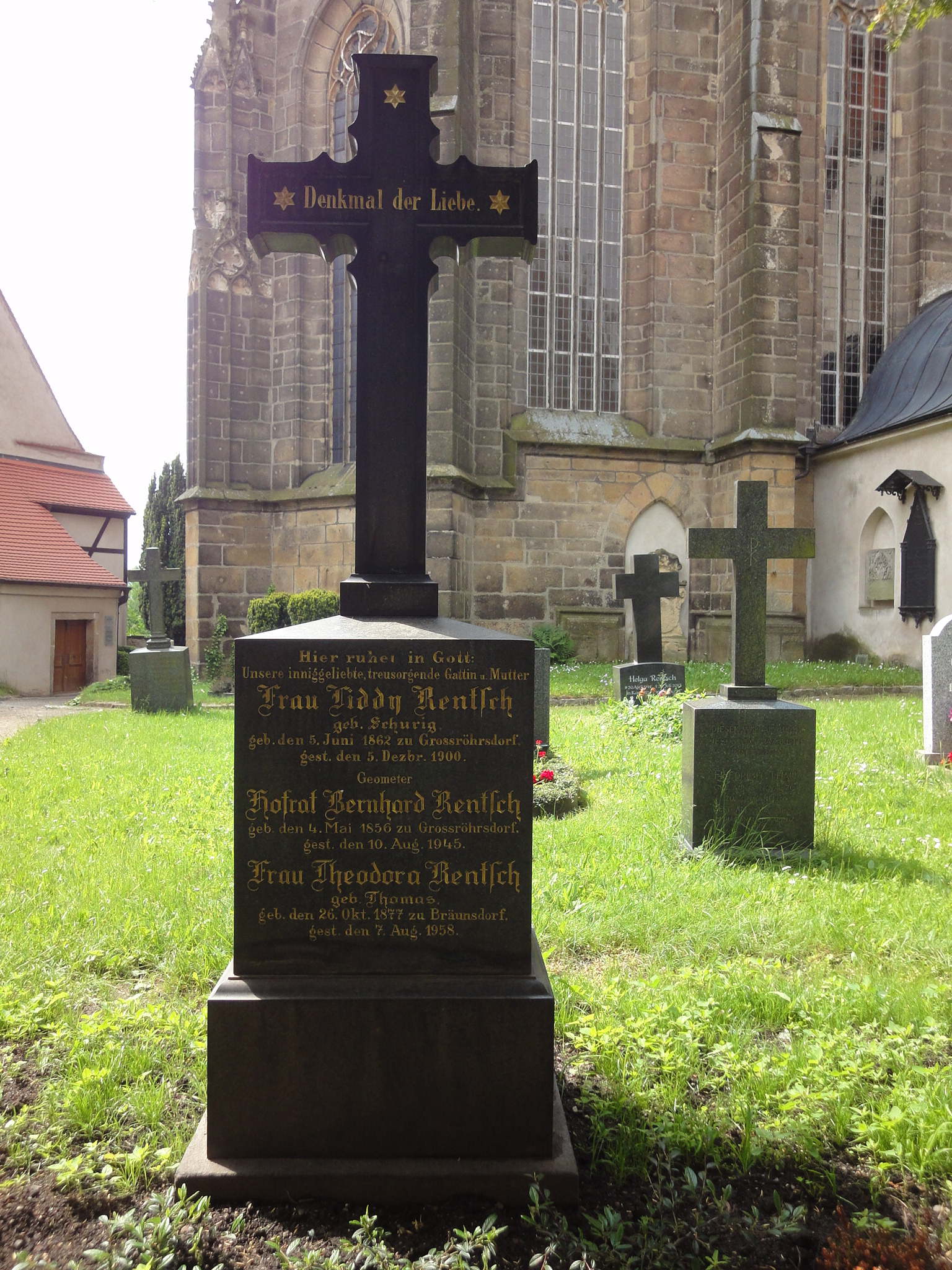
Grabmal von Hofrat Bernhard Rentsch sowie seiner Ehefrauen Liddy und Theodora

Bernhard Rentsch (* 4. Mai 1856 in Großröhrsdorf; † 10. August 1945 in Kamenz) war ein deutscher Vermessungsingenieur und Politiker.

## Leben
Bernhard Rentsch kam als Sohn des Webers August Ferdinand Rentsch (1829–1893) und seiner Frau Juliane Wilhelmine, geb. Boden (1829–1918), zur Welt. Nach einer Lehre von 1871 bis 1874 beim Ratsgeometer Lehmann in Dresden, dem Besuch der mit der Baugewerkeschule Stuttgart verbundenen württembergischen Geometerschule von 1876 bis 1878 und dem anschließenden Studium an der Technischen Hochschule Dresden wurde Rentsch nach der staatlichen Feldmesser-Prüfung im Mai 1879 Eisenbahngeometer in Großröhrsdorf, 1883 in Kamenz und später in Radeberg. Sein erster größerer Auftrag betraf die Bahnstrecke Johanngeorgenstadt–Schwarzenberg und kurz danach die Strecke Klotzsche – Königsbrück sowie die schmalspurige Kohlebahn Straßgräbchen–Skaska. Insgesamt sollten es Vermessungen von über 700 km oder 1/5 der Trassenlänge der Sächsischen Eisenbahnen bis zu deren Eingliederung in die Reichsbahn werden. Am 12. Februar 1882 heiratete er Kamilla Liddy Schurig (1862–1900). Aus der Ehe gingen 11 Kinder hervor. Nach dem Tod seiner ersten Frau heiratete er Theodora, geb. Thomas (1877–1958). Aus dieser Ehe ging eine weitere Tochter hervor.
Seit 1891 bis 1923 war Bernhard Rentsch Stadtverordneter im Kamenzer Rathaus. Für den 26.–28. März 1911 organisierte er Flugtage mit Oswald Kahnt (1883–1915) in Kamenz, was damals ein Großereignis war. Von 1897 bis 1918 gehörte er als Abgeordneter dem Sächsischen Landtag an, wo er federführend an zahlreichen Gesetzesvorhaben insbesondere in Eisenbahnangelegenheiten beteiligt war. Hierfür erhielt er zahlreiche Ehrungen. Am 24. Oktober 1917 erging per Königlichem Dekret seine Ernennung zum  „Königlich Sächsischen Hofrat“. 1924 verlieh ihm die Stadt Kamenz und 1926 seine Heimatstadt Großröhrsdorf die Ehrenbürgerwürde.